# کرکس‌های ۱
کرکس‌های ۱ (انگلیسی: Vultures 1) نخستین آلبوم استودیویی ابرگروه هیپ هاپ آمریکایی $¥، متشکل از کانیه وست و تای دولا ساین است. این آلبوم در ۱۰ فوریهٔ ۲۰۲۴ از طریق ناشر YZY منتشر شد. هنرمندان مهمان این آلبوم شامل ایندیا لاو، نورث وست، فردی گیبس، مایک تایسون، وای‌جی، نیپسی هاسل، کویوو، پلی‌بوی کارتی، تراویس اسکات، بامپ جی، لیل درک، ریچ د کید و کریس براون هستند. این آلبوم که پیش‌تر با عنوان کرکس‌ها: جلد ۱ شناخته می‌شد، دنباله‌ای بر آلبوم‌های مربوطه ۲۰۲۱ هر دو هنرمند، دوندا و به سلامتی بهترین خاطرات، به‌شمار می‌رود و نخستین آلبوم مستقل آن‌هاست.
ناشران موسیقی به دلیل صحبت‌های یهودستیزانهٔ کانیه از او فاصله گرفته‌اند. زمان انتشار این آلبوم چندین بار به تعویق افتاده بود. این آلبوم در ۱۰ فوریه، مصادف با بیستمین سالگرد انتشار اولین آلبوم استودیویی وست، دانشجوی انصرافی کالج (۲۰۰۴)، منتشر شد. این آلبوم با نقدهای مختلف منتقدان روبه‌رو شد.